# يان ديفيس (رائد أعمال)
يان ديفيس (بالإنجليزية: Ian Davis)‏ هو مستشار ورائد أعمال بريطاني، ولد في 10 مارس 1951 في كنت في المملكة المتحدة.

## وصلات خارجية
- يان ديفيس على موقع مونزينجر (الألمانية)
- يان ديفيس على موقع إن إن دي بي (الإنجليزية)